# Pleasant Hope
Pleasant Hope è un comune degli Stati Uniti d'America, situato nello Stato del Missouri, diviso tra la contea di Polk.